# Robert Osterloh
Robert Osterloh (né le 31 mai 1918 à Pittsburgh, en Pennsylvanie et mort le 16 avril 2001  à Los Osos, en Californie) est un acteur américain.

## Filmographie partielle

### Cinéma
- 1948 : La Fin d'un tueur (The Dark Past) de Rudolph Maté
- 1950 : La Dame sans passeport (A Lady Without Passport), de Joseph H. Lewis
- 1950 : 711 Ocean Drive, de Joseph M. Newman
- 1951 : Le Rôdeur (The Prowler), de Joseph Losey
- 1951 : Le Puits (The Well) de Leo C. Popkin et Russell Rouse
- 1951 : Le Rocher du diable (Drums in the Deep South) de William Cameron Menzies
- 1951 : The Fat Man de William Castle
- 1952 : Mutinerie à bord (Mutiny), de Edward Dmytryk
- 1953 : L'Équipée sauvage (The Wild One), de László Benedek
- 1954 : Les Révoltés de la cellule 11 (Riot in Cell Block 11), de Don Siegel
- 1955 : An Annapolis Story de Don Siegel
- 1955 : Sept Hommes en colère (Seven Angry Men)
- 1956 : Hot Cars de Don McDougall
- 1956 : Johnny Concho de Don McGuire
- 1956 : La corde est prête (Star in the Dust), de Charles F. Haas
- 1956 : The Desperados Are in Town de Kurt Neumann
- 1958 : J'enterre les vivants (I Bury the Living), de Albert Band
- 1958 : Fort Massacre, de Joseph M. Newman

### Télévision
- 1955 : Crusader : Ben Webber (2 épisodes)
- 1960 : Au nom de la loi  : Kenny (saison 2 épisode 32) (Le Banquier/ Pay off at Pinto)
- 1968 : Les Envahisseurs : Carl Wyeth (épisode 8)